# Naours
Naours település Franciaországban, Somme megyében. Lakosainak száma 1055 fő (2022. január 1.). Naours Bonneville, Canaples, Candas, Flesselles, Talmas, La Vicogne, Villers-Bocage és Wargnies községekkel határos.

## Népesség
A település népességének változása:
| Lakosok száma | 1088 | 1069 | 1090 | 1080 | 1082 | 1078 | 1072 | 1063 | 1055 |
|               | 2013 | 2015 | 2016 | 2017 | 2018 | 2019 | 2020 | 2021 | 2022 |

## Látnivalók
Fő látnivalója a földalatti város. A földalatti város a középkorban a lakosság menedékhelye volt, a francia forradalom idején a csempészáruk rejtekhelye;  a modern korban, a második világháború idején pedig a német hadsereg stratégiai fegyverraktára.